# 風祭甚三郎
風祭 甚三郎（かざまつり じんざろう、1855年 - 没年不明）は、日本の政治家。族籍は東京府士族。旧姓・夏目。

## 経歴
深川に幕府旗本・夏目庫次郎の二男として生まれる。1868年、旗本・風祭清左衛門の養子となる。田中哲輔、中山恒斎、芳野金陵等に就いて漢籍を学び、静堂と号す。露語をニコライに後外国語学校に於いて学び、又独逸語を壬申義塾で研究する。
1883年、陸軍砲兵会議の独乙文翻訳雇となる。1890年、東京府会議員に当選する。常置委員、地方衛生会員、東京市会議員、市区学務委員等に選ばれる。
1897年、本郷区長に任命される。1901年、深川区長に任命される。1904年、牛込区長、小石川区長に任命される。1908年、芝区長に任命される。

## 人物
著書に『独和字彙』、『仙台紀行 附・松島遊記』がある。住所は東京市本郷区湯島三組町（現・東京都文京区）。